# Leucolithodes
Leucolithodes là một chi bướm đêm thuộc họ Geometridae.